# Antoni Mruk
Antoni Mruk (ur. 21 listopada 1914 w Krakowie, zm. 20 grudnia 2009 w Rzymie) – polski jezuita, profesor Papieskiego Uniwersytetu Gregoriańskiego w Rzymie, postulator świętości S. Faustyny Kowalskiej, spowiednik papieża Jana Pawła II.

## Życiorys

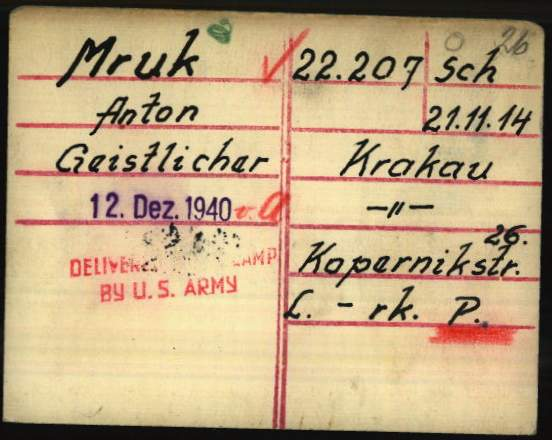
Karta rejestracyjna Antoniego Mruka jako więźnia w nazistowskim obozie koncentracyjnym w Dachau

Do Towarzystwa Jezusowego wstąpił 30 sierpnia 1930 r. w Krakowie. Studiował filozofię w Krakowie (1935-1938), a tuż przed II wojną światową w 1938 r. na Uniwersytecie Jagiellońskim rozpoczął studia z matematyki i fizyki. Aresztowany wraz z innymi jezuitami przez Niemców 10 listopada 1939 w Krakowie został osadzony w więzieniu przy ul. Montelupich, następnie w Wiśniczu, Oświęcimiu z numerem obozowym 898 i w końcu trafił do obozu w Dachau. Po wyzwoleniu obozu przez Amerykanów (29 kwietnia 1945) podjął w Rzymie studia teologiczne na Uniwersytecie Gregoriańskim (1945-1949). Został wyświęcony na kapłana 26 sierpnia 1947 w Rzymie. Tamteż uzyskał w 1952 r. tytuł doktora teologii. Pozostał na Gregorianie i był tam profesorem teologii moralnej. Ks. Mruk zajmował również odpowiedzialne stanowiska kościelne: był asystentem generała jezuitów dla Asystencji Słowiańskiej (1965-1975), opiekunem polskich jezuitów poza Ojczyzną oraz konsultorem różnych kongregacji rzymskich. Uczestniczył w 31. Kongregacji Generalnej Jezuitów (1965-1966).
W 1946 r. poznał Karola Wojtyłę. Metropolita krakowski osobiście poprosił ks. Mruka o wspieranie procesu beatyfikacyjnego i kanonizacyjnego Siostry Faustyny Kowalskiej (był on postulatorem w tych procesach). Ks. Mruk, u schyłku życia papieża Jana Pawła II, był jego spowiednikiem.

## Niektóre publikacje
- De natura matrimonii secundum doctrinam theologorum franciscanorum saeculi XIV., Romae, PUG, 1960 (praca doktorska).
- Singularis opinio Gerardi Odonis O.F.M. circa naturam divortii in casu adulterii, Roma, Pontificia Universitas Gregoriana, 1960.